# Salliqueló (Buenos Aires)
Pour les articles homonymes, voir Salliqueló.
Salliqueló est une localité argentine située dans le partido homonyme, dans la province de Buenos Aires.

## Toponymie
D'après l'étymologie araucanienne : sañi (mouffette) ; que (permanence) et ló (dune), « dunes des mouffettes ».

## Histoire
En 1858, perte de ces territoires au profit des Indiens de la Pampa. En 1876, victoire finale de l'armée du colonel Salvador Maldonado sur le cacique Juan José Catriel pendant la bataille de Cura Malal. En 1902, dans le partido de Pellegrini, Saturnino J. Unzué, avec ses estancias La Inés et Salliqueló, offre l'une d'entre elles à l'Empresa de Colonización Stroeder, pour fonder un village. En 1903, les parcelles sont vendues et le 7 juin, la Villa Salliqueló est inaugurée. La zone a vu la construction de la Estación de Ferrocarril, réservoir d'eau.
En 1924, Le député, le Dr Carlos Enrique Muntaabski, présente son projet de loi pour l'autonomie de Salliqueló. D47, 24 juin. En 1961, l'autonomie du partido de Pellegrini est obtenue et l'actuel partido de Salliqueló est créé, dans lequel sont incluses les localités de Quenumá et Graciarena. En 2019, Juan Miguel Nosetti, du parti politique Unión Vecinal, a été élu maire.

## Démographie
La localité compte 14 100 habitants (Indec, 2010), ce qui représente une augmentation de 33 % par rapport au précédent recensement qui comptait 8 600 habitants en 2001.

## Religion
| Diocèse  | Nueve de Julio |
| -------- | -------------- |
| Paroisse | San José       |